# Parsec (logiciel)
 (octobre 2023).
La mise en forme du texte ne suit pas les recommandations de Wikipédia : il faut le « wikifier ».
Les points d'amélioration suivants sont les cas les plus fréquents. Le détail des points à revoir est peut-être précisé sur la page de discussion.
- Les titres sont pré-formatés par le logiciel. Ils ne sont ni en capitales, ni en gras.
- Le texte ne doit pas être écrit en capitales (les noms de famille non plus), ni en gras, ni en italique, ni en « petit »…
- Le gras n'est utilisé que pour surligner le titre de l'article dans l'introduction, une seule fois.
- L'italique est rarement utilisé : mots en langue étrangère, titres d'œuvres, noms de bateaux, etc.
- Les citations ne sont pas en italique mais en corps de texte normal. Elles sont entourées par des guillemets français : « et ».
- Les listes à puces sont à éviter, des paragraphes rédigés étant largement préférés. Les tableaux sont à réserver à la présentation de données structurées (résultats, etc.).
- Les appels de note de bas de page (petits chiffres en exposant, introduits par l'outil «  Source ») sont à placer entre la fin de phrase et le point final[comme ça].
- Les liens internes (vers d'autres articles de Wikipédia) sont à choisir avec parcimonie. Créez des liens vers des articles approfondissant le sujet. Les termes génériques sans rapport avec le sujet sont à éviter, ainsi que les répétitions de liens vers un même terme.
- Les liens externes sont à placer uniquement dans une section « Liens externes », à la fin de l'article. Ces liens sont à choisir avec parcimonie suivant les règles définies. Si un lien sert de source à l'article, son insertion dans le texte est à faire par les notes de bas de page.
- La présentation des références doit suivre les conventions bibliographiques. Il est recommandé d'utiliser les modèles {{Ouvrage}}, {{Chapitre}}, {{Article}}, {{Lien web}} et/ou {{Bibliographie}}. Le mode d'édition visuel peut mettre en forme automatiquement les références.
- Insérer une infobox (cadre d'informations à droite) n'est pas obligatoire pour parachever la mise en page.

Pour une aide détaillée, merci de consulter Aide:Wikification.
Si vous pensez que ces points ont été résolus, vous pouvez retirer ce bandeau et améliorer la mise en forme d'un autre article.
 (octobre 2023).
Parsec est une application de capture d'écran propriétaire principalement utilisée pour jouer à des jeux vidéos via le streaming vidéo. Grâce à Parsec, un utilisateur peut diffuser des applications en utilisant une connexion Internet, ce qui permet d'exécuter un jeu sur un ordinateur en y accédant à distance à l'aide d'un autre appareil. Alors que son objectif principal est la diffusion de jeux vidéos, Parsec peut également être utilisé comme logiciel de partage et de contrôle d'écran à latence faible. Parsec est disponible sur la majorité des systèmes d'exploitation modernes, par exemple Windows, macOS, Android, Raspberry Pi et Linux.
Parsec propose également une version payante nommée « Parsec for Teams », qui accorde des nouvelles fonctionnalitées ciblant les artistes et les développeurs, telles que des outils administratifs supplémentaires, une plus haute précision des couleurs et la possibilité de diffuser plusieurs écrans à la fois.
Parsec propose une autre version payante intitulé "Parsec Warp", qui ajoute des paramètres supplémentaires, des améliorations visuelles et plus de contrôles. Le mode couleur 4:4:4 les rendent plus nettes. La prise en charge de la tablette et du stylet ont été ajoutées, ainsi que la possibilité d'avoir des écrans supplémentaires.
En 2023, Parsec a arrêté son système d'arcade.

## Partenariats
Parsec fournissait auparavant une interface utilisateur simple pour l'approvisionnement et la connexion à des machines virtuelles préconfigurées hébergées par Amazon Web Services et Paperspace; cette fonctionnalité a cependant été supprimée et n'est plus disponible. En Janvier 2018, Parsec s'est associé à Hewlett-Packard pour créer un service intitulé "OMEN Game Stream", un service de streaming de jeux gratuits basé sur la technologie Parsec conçue spécifiquement pour les PC HP Omen.
La compagnie Unity Technologies a annoncé son intention d'acquérir Parsec pour US$320 million en Août 2021, la transaction devant être conclue par le troisième trimestre 2021. Unity prévoit d'intégrer le logiciel Parsec dans leur moteur de jeu Unity pour l'utiliser comme support de développement. Unity Technologies a intégré Parsec début 2022, faisant de Parsec une partie d'Unity.

## Liens Externes
Site officiel